# Phellopsis
Phellopsis is een geslacht van kevers uit de familie somberkevers (Zopheridae).

## Soorten
Deze lijst is mogelijk niet compleet.
| - P. amurensis - P. chinensis - P. imurai - P. montana | - P. obcordata - P. porcata - P. robustula - P. suberea |